# ヒロヤ
ヒロヤ（1998年5月7日 - ）は、日本の総合格闘家。兵庫県たつの市出身。JAPAN TOP TEAM所属。

## 来歴
兵庫県姫路市にある総合格闘技道場・華王州を拠点として、神戸の総合格闘技reliableでも練習を積み、2017年から2019年まで関西のWARDOGに出場。姫路時代は8戦3勝4敗1分けの戦績を残した。
格闘技経験1年目の時に朝倉未来宛に「朝倉未来選手の道場に入ったら強くなれますか」とDMを送り、「プロの世界はほんとうに厳しいです。覚悟があるなら来てください」と返信を受ける。2020年に青汁王子こと三崎優太の援助のもとスタートした「朝倉未来1年チャレンジ」に応募し、西谷大成、畠山祐輔とともに選出される。それをきっかけに上京して、トライフォース赤坂に所属。
新型コロナウイルス感染症対策に伴って試合数が減少したことから、「朝倉未来1年チャレンジ」の期間が延長となり、2021年夏まで一期生として活動した。その後一旦、三崎の支援は終わるものの、朝倉が個人でもう1年支援する形で再スタート。

### DEEP
2020年よりDEEPに出場し、橋本ユウタに判定負け、力也にTKO勝利、原虎徹に判定負け、雅駿介に判定負け、関原翔に判定負け、RYOGAに判定勝利、日比野“エビ中”純也に判定勝利、風我に判定負け、ひろとに一本勝利、新垣健司に一本勝利、安谷屋智弘に判定負け。

### BreakingDown
2022年11月から2023年5月にかけてBreakingDownに出場し、冨澤大智にMMAルールで判定勝ち、MASAMUNEにキックボクシングルールで判定負け、ドンマイ川端にMMAルールで判定勝ち。

### RIZIN
2023年7月30日に開催された超RIZIN.2でRIZIN初出場。伊藤裕樹と対戦し、テイクダウンで優勢な場面を作るシーンもあったが打撃で追い込まれ、判定1-2で敗北。
2023年10月1日に開催されたRIZIN LANDMARK 6で中村優作と対戦し、テイクダウンで優勢な場面を作るシーンもあったがパンチでダウンを奪われ、判定1-2で敗北。
2023年12月31日に開催されたRIZIN.45で新井丈と対戦し、2回にハイキックからパンチの連打でTKO勝利。
2024年7月28日に開催された超RIZIN.3で所英男と対戦し、右ストレートでダウンを奪われ、追撃のグラウンドエルボーで1回3分20秒TKO負け。
2024年11月17日に開催されたRIZIN LANDMARK 10で柴田"MONKEY"有哉と対戦し、3回に左ショートフックでダウンを奪い、判定3-0で勝利。
2025年5月4日に開催されたRIZIN男祭りで篠塚辰樹と対戦し、テイクダウン状態でエルボーを連打して1ラウンドTKO勝利。

## 戦績

### プロ総合格闘技
| 総合格闘技 戦績 | 総合格闘技 戦績 | 総合格闘技 戦績 | 総合格闘技 戦績 | 総合格闘技 戦績 | 総合格闘技 戦績 | 総合格闘技 戦績 |
| --------------- | --------------- | --------------- | --------------- | --------------- | --------------- | --------------- |
| 26 試合         | (T)KO           | 一本            | 判定            | その他          | 引き分け        | 無効試合        |
| 11 勝           | 4               | 3               | 4               | 0               | 1               | 0               |
| 14 敗           | 1               | 1               | 12              | 0               | 1               | 0               |

| 勝敗 | 対戦相手           | 試合結果                                       | 大会名                                                              | 開催年月日     |
| ×    | 元谷友貴           | 5分3R終了 判定0-3                              | 超RIZIN.4 真夏の喧嘩祭り 【RIZINフライ級王座決定トーナメント1回戦】 | 2025年7月27日  |
| ○    | 篠塚辰樹           | 1R 2:11 TKO（グラウンドでの肘打ち連打）        | RIZIN男祭り                                                         | 2025年5月4日   |
| ○    | 柴田"MONKEY"有哉   | 5分3R終了 判定3-0                              | RIZIN LANDMARK 10                                                   | 2024年11月17日 |
| ×    | 所英男             | 1R 3:20 TKO（右ストレート→グラウンドエルボー） | 超RIZIN.3                                                           | 2024年7月28日  |
| ○    | 新井丈             | 2R 2:53 TKO（スタンドパンチ連打）              | RIZIN.45                                                            | 2023年12月31日 |
| ×    | 中村優作           | 5分3R終了 判定1-2                              | RIZIN LANDMARK 6                                                    | 2023年10月1日  |
| ×    | 伊藤裕樹           | 5分3R終了 判定1-2                              | 超RIZIN.2                                                           | 2023年7月30日  |
| ×    | 安谷屋智弘         | 5分3R終了 判定0-3                              | DEEP 113 IMPACT                                                     | 2023年5月7日   |
| ○    | 新垣健司           | 1R 1:27 ギロチンチョーク                       | DEEP OKINAWA IMPACT 2022                                            | 2022年10月30日 |
| ○    | ひろと             | 1R 3:09 ノースサウスチョーク                   | DEEP TOKYO IMPACT 2022 4th ROUND                                    | 2022年5月29日  |
| ×    | 風我               | 5分2R終了 判定0-3                              | DEEP 106 IMPACT                                                     | 2022年2月26日  |
| ○    | 日比野“エビ中”純也 | 5分2R終了 判定3-0                              | DEEP 105 IMPACT                                                     | 2021年12月12日 |
| ○    | RYOGA              | 5分2R終了 判定3-0                              | DEEP TOKYO IMPACT 2021～1ST ROUND～                                 | 2021年10月17日 |
| ×    | 関原翔             | 5分2R終了 判定0-3                              | DEEP 101 IMPACT                                                     | 2021年6月20日  |
| ×    | 雅駿介             | 5分2R終了 判定0-3                              | DEEP 100 IMPACT～20th Anniversary～                                 | 2021年2月21日  |
| ×    | 原虎徹             | 5分2R終了 判定0-3                              | DEEP TOKYO IMPACT 2020                                              | 2020年12月18日 |
| ○    | 力也               | 1R 3:27 TKO（グラウンドパンチ）                | DEEP 98 IMPACT                                                      | 2020年11月1日  |
| ×    | 橋本ユウタ         | 5分2R終了 判定0-3                              | DEEP 96 IMPACT                                                      | 2020年8月23日  |
| △    | 児玉勇也           | 5分2R終了 判定0-0                              | WARDOG CAGE FIGHT 23                                                | 2019年10月27日 |
| ○    | 小林義弥           | 1R 3:59 腕ひしぎ十字固め                       | WARDOG CAGE FIGHT 22                                                | 2019年7月14日  |
| ×    | MAGISA             | 5分2R終了 判定0-3                              | GRACHAN38                                                           | 2019年1月27日  |
| ×    | 大翔               | 5分2R終了 判定0-3                              | WARDOG CAGE FIGHT 19                                                | 2018年10月28日 |
| ×    | N.0.V.             | 1R 4:50 ヒールホールド                         | WARDOG CAGE FIGHT 18                                                | 2018年7月22日  |
| ○    | 遊人               | 1R 1:22 TKO（グラウンドパンチ）                | WARDOG CAGE FIGHT 17                                                | 2018年4月29日  |
| ○    | ダイキ             | 5分1R終了 判定3-0                              | WARDOG CAGE FIGHT 15                                                | 2017年10月29日 |
| ×    | キム・ジンクック   | 5分2R終了 判定0-3                              | WARDOG CAGE FIGHT 14                                                | 2017年7月23日  |

### アマチュア総合格闘技
| 勝敗 | 対戦相手     | 試合結果                 | 大会名        | 開催年月日    |
| ○    | ドンマイ川端 | 1分1R+延長1R終了 判定5-0 | BreakingDown8 | 2023年5月21日 |
| ○    | 冨澤大智     | 1分1R終了 判定5-0        | BreakingDown6 | 2022年11月3日 |

### アマチュアキックボクシング
| 勝敗 | 対戦相手 | 試合結果          | 大会名        | 開催年月日    |
| ×    | MASAMUNE | 1分1R終了 判定0-4 | BreakingDown7 | 2023年2月19日 |

### 試合映像
1. ↑  『【試合映像】伊藤裕樹 vs ヒロヤ / Yuki Ito vs. Hiroya - 超RIZIN.2』RIZIN公式YouTubeチャンネル、2023年。
2. ↑  『【試合映像】新井丈 vs  ヒロヤ / Jo Arai vs. Hiroya - RIZIN.45』RIZIN公式YouTubeチャンネル、2023年。
3. ↑  『【試合映像】柴田“MONKEY”有哉 vs. ヒロヤ / Yuya"MONKEY"Shibata vs. Hiroya -RIZIN LANDMARK 10 in NAGOYA』RIZIN公式YouTubeチャンネル、2024年。
4. ↑  『【試合映像】Hiroya vs. Tatsuki Shinotsuka / ヒロヤ vs. 篠塚辰樹- RIZIN 男祭り』RIZIN公式YouTubeチャンネル、2025年。

### 補足映像
1. ↑  『【番組】RIZIN CONFESSIONS #129（※番組内で試合映像＆ヒロヤと伊藤裕樹による試合振り返りドキュメンタリー番組）』RIZIN公式YouTubeチャンネル、2023年。
2. ↑  『【番組】RIZIN CONFESSIONS #134（※番組内で試合映像＆ヒロヤと中村優作による試合振り返りドキュメンタリー番組）』RIZIN公式YouTubeチャンネル、2023年。
3. ↑  『【番組】RIZIN CONFESSIONS  #140（※番組内で試合映像＆ヒロヤと新井丈による試合振り返りドキュメンタリー番組）』RIZIN公式YouTubeチャンネル、2023年。
4. ↑  『【番組】RIZIN CONFESSIONS #157（※番組内で試合映像＆ヒロヤと所英男による試合振り返りドキュメンタリー番組）』RIZIN公式YouTubeチャンネル、2024年。
5. ↑  『【番組】RIZIN CONFESSIONS #166（※番組内で試合映像＆ヒロヤと柴田"MONKEY"有哉による試合振り返りドキュメンタリー番組）』RIZIN公式YouTubeチャンネル、2024年。
6. ↑  『【番組】RIZIN CONFESSIONS #181 | RIZIN男祭り / 朝倉未来 vs. 鈴木千裕 etc.（※番組内で試合映像＆ヒロヤと篠塚辰樹による試合振り返りドキュメンタリー番組）』RIZIN公式YouTubeチャンネル、2025年。